# Anne-Marie Esnoul
Anne-Marie Esnoul, née le 18 avril 1908 à Saint-Malo et morte le 23 janvier 1996 dans la même ville, est une indianiste française. Elle a écrit plusieurs ouvrages sur l'hindouisme dont un qui a reçu le prix Broquette-Gonin en 1973.

## Biographie
Née à Saint-Malo, Anne-Marie Esnoul est la fille de Louis Esnoul Le Sénéchal, maire de Saint-Coulomb, propriétaire de la malouinière de la Ville Bague, et d'Andrée Lebret. 
Elle étudie à Paris le sanskrit avec Paul Masson-Oursel. Elle assure de 1941 à 1966 l'administration de l'Institut de civilisation indienne de l'université de Paris et y enseigne également le sanskrit. En 1966, elle est nommée maître-assistant à la direction d'histoire des religions de l'Inde de la section des sciences religieuses de l'EPHE, puis directeur d'études en 1971, jusqu'à sa retraite en 1977.

## Ouvrages
- Maitry Upanishad  (trad. Anne Marie Esnoul), A. Maisonneuve, 1952 (BNF 32082975)
- Anne Marie Esnoul, Ramanuja et la mystique vishnouite, Seuil, 1964 (BNF 32995079)
- Anne-Marie Esnoul (dir.), L'Hindouisme, Fayard, 1972 (BNF 35373242)L'ouvrage a reçu le Prix Broquette-Gonin en 1973
- La Bhagavad Gîtâ, traduction, introduction et commentaires par Anne-Marie Esnoul et Olivier Lacombe, Arthème Fayard, 1972